# Los corsarios de las Bermudas
Los corsarios de las Bermudas (italiano: I corsari delle Bermude) es una novela de aventuras del escritor italiano Emilio Salgari. Fue publicada en 1909.

## Trama
Boston, 1776. Ambientada en la guerra de secesión americana, la novela se centra en las aventuras del baronet William MacLellan, caballero inglés que se rebela contra su madre patria y se une a los separatistas americanos en su lucha por la independencia. Su apoyo se debe a una cuestión de amor: su medio hermano, el marqués de Halifax, ha secuestrado la prometida del baronet, lady Mary de Wentworth, llevándola lejos de Inglaterra. Decidido a encontrar a su amada, sir William se embarca en su barco, el Fury, a Boston, donde ella está cautiva.